# Cardamine pedata
Cardamine pedata là một loài thực vật có hoa trong họ Cải. Loài này được Regel & Tiling mô tả khoa học đầu tiên năm 1859.